# Manciet
Manciet is een gemeente in het Franse departement Gers (regio Occitanie) en telt 764 inwoners (1999). De plaats maakt deel uit van het arrondissement Condom.

## Geografie
De oppervlakte van Manciet bedraagt 41,3 km², de bevolkingsdichtheid is 18,5 inwoners per km².
De onderstaande kaart toont de ligging van Manciet met de belangrijkste infrastructuur en aangrenzende gemeenten.

## Demografie
Onderstaande figuur toont het verloop van het inwonertal (bron: INSEE-tellingen).